# Renij
Renij je kemijski element atomskog (rednog) broja 75 i atomske mase 186,207(1). U periodnom sustavu elemenata predstavlja ga simbol Re.
Renij je jedan od najrjeđih elemenata u prirodi.
To je srebrnobijel, sjajan i vrlo tvrd metal velike gustoće i visokog tališta. Renij ima najviše vrelište (5596 °C) među svim kemijskim elementima, a treće najviše talište. Dobiva se kao sivi prah, koji potamni kada stoji na vlažnom zraku. Otporan je na habanje. Topljiv je u nitratnoj i sulfatnoj kiselini, ali ne i u kloridnoj.
Upotrebljava se u proizvodnji slitina volframa i molibdena, u elektrotehnici za izradu žarnih niti u žaruljama i termoelementima te strateškim vojnim primjenama (mlazni i raketni motori). Jedan je od najskupljih metala na tržištu; cijene od 4575 $ u kolovozu 2011.
Renij su 1925. godine otkrili Walter Noddack, Ida Tacke i Otto Berg (Njemačka) i to je bio posljednji otkriveni stabilni element. Ime je dobio od latinskog naziva za rijeku Rajnu - Rhenus. Mendeljejev ga je predvidio 1871. i dao mu ime dvimangan.